# 삼인산
삼인산(三燐酸, 영어: triphosphoric acid)은 인산의 축합된 형태이며, 화학식은 H5P3O10이다. 인산 계열에서 피로인산(H4P2O7 또는 이인산) 다음의 폴리인산이다.
아데노신 삼인산(ATP)과 같은 화합물은 삼인산의 에스터이다.
삼인산은 결정 형태로 얻어지지 않는다. H5P3O10에 해당하는 전체 조성을 갖는 평형 혼합물은 약 20%의 삼인산을 함유하고 있다. 순수한 삼인산의 용액은 0°C에서 나트륨 염인 삼인산 나트륨의 이온 교환에 의해 얻을 수 있다.
삼인산은 5양성자산으로 염기성 조건에서 5개의 양성자를 방출할 수 있다. 소스는 해당 pKa 값에 따라 다르다.
- 1.0; 2.2; 2.3; 5.7; 8.5[1]
- 1.0; 2.2; 2.3; 3.7; 8.5[2]
- 적음; 적음; 2.30; 6.50; 9.24

## 같이 보기
- 인산
- 이인산